# Hockeria tenuicornis
Hockeria tenuicornis is een vliesvleugelig insect uit de familie bronswespen (Chalcididae). De wetenschappelijke naam is voor het eerst geldig gepubliceerd in 1918 door Girault.